# Barthélémy Nguyễn Sơn Lâm
Barthélémy Nguyễn Sơn Lâm PSS (* 13. August 1929 in Tùng Chanh, Vietnam; † 9. Juni 2003) war ein vietnamesischer Ordensgeistlicher und Bischof von Thanh Hóa.

## Leben
Barthélémy Nguyễn Sơn Lâm trat der Ordensgemeinschaft der Sulpizianer bei und empfing am 29. Juni 1957 das Sakrament der Priesterweihe.
1975 wurde er von Papst Paul VI. zum Bischof des Bistums Đà Lạt ernannt. Die Bischofsweihe spendete ihm am 17. März 1975 Erzbischof Henri Lemaître, Apostolischer Delegat in Vietnam; Mitkonsekratoren waren Paul Nguyên Van Binh, Erzbischof von Saigon, und François-Xavier Nguyên Van Thuán, Bischof von Nha Trang.
1994 erfolgte durch Papst Johannes Paul II. die Ernennung zum Bischof des Bistums Thanh Hóa. Er war zudem Sekretär der vietnamesischen Bischofskonferenz.